# Richárd Végh
Richárd Végh (ur. 2000) – węgierski zapaśnik startujący w stylu wolnym.
Brązowy medalista mistrzostw Europy w 2025. Wicemistrz MŚ wojskowych w 2025. Trzeci na ME U-23 w 2022 roku. 